# Дирихлеов принцип
Дирихлеов принцип изражава једну од особина коначних скупова, а користи се за доказ постојања објекта са одређеним својством. 
Не даје се конструкција решења, већ само доказује његова егзистенција.

## Шаљиви приступ
Прича о Дирихлеовом принципу често почињена на шаљив начин са разврставањем зечева у кавезе, размештањем предмета у кутије и сл, да би се дошло до математичке дефиниције овог принципа.
Ако имамо 6 зечева и 5 кавеза и све зечеве разместимо у те кавезе, онда мора постојати кавез у коме ће бити бар 2 зеца. 
Доказ је једноставан и изводи се обарањем претпоставке: Претпоставимо да не постоји кавез у коме су бар 2 зеца.
Тада је у сваком од кавеза највише по 1 зец, тако да нема више од 1•5=5 зечева, 
а то се противуречи претпостави да их је 6. Дакле, постоји кавез у коме су бар 2 зеца.

## Дефиниције принципа
Дирихлеов принцип се може дефинисати као „принцип кутија“: Ако су к+1 или више предмета смештени у к кутија, тада постоји кутија у којој су бар 2 предмета.
То је „слаба форма“ овог принципа.
Такозвана „јака форма“ Дирихлеовог принципа гласи: Ако је m предмета распоређено у n кутија, тада бар једна кутија садржи бар ⌊(m-1)/n⌋+1 предмета.
⌊а⌋ означава цели део броја а. Докази ових ставова се неће овде износити. 
Строго формално, Дирихлеов принцип гласи: Ако су А и Б коначни скупови и |А| > |Б|, онда не постоји 1-1 пресликавање скупа А на скуп Б.
( |А| је број елемената скупа А ). Другим речима, постоји бар један елемент скупа Б који је слика бар 2 елемента из скупа А.

## Логички задаци и Дирихлеов принцип
Математичке задатке за ученике основних и средњих школа понекад је тешко разврстати на геометријске, аритметичке, алгебарске и сл., 
па се онда они проглашавају логичким, комбинаторним. Најчешће такви задаци буду и најтежи за решавање и служе за развијање логичког размишљања. 
Често их прати питање : а где је ту математика? 
Задаци тог типа који се могу решити помоћу Дирихлеовог принципа не захтевају неко посебно математичко знање,
али је за њихово решавању потребна одређена вештина и искуство у уочавању предмета посматрања и својстава који они поседују.

## Примењивост
Принцип је применљив како у аритметици, тако и у геометрији и другим областима математике, најчешће за ниво ученика основних и средњих школа. 
На математичким такмичењима тог нивоа често се срећу задаци који се овом методом ефикасно решавају, 
а јављају се почев од такмичења ученика основних школа до међународних математичких олимпијада за средњошколце.

## Примери такмичарских задатака
Следи неколико примера различите тежине и за различите узрасте са кратким упутством за решавање : 
1.У унутрашњости једнакостраничног троугла станице 1 цм дато је 5 тачака. Доказати да постоје две од њих на растојању мањем од 0.5 цм. 
(Упутство : Поделити троугао на 4 дисјунктна једнакостранична троугла.)
2.Општинско такмичење (2016. 6. разред ): Да ли се квадратна табла 3 × 3 може попунити бројевима –3, 0, 3 тако да збир бројева у свакој колони, врсти и дијагонали буде различит?
(Упутство : Могући збирови су : -9, -6, -3, 0, 3, 6, 9 , а има укупно 8 врста, колона и дијагонала ) 
3.14. међународна математичка олимпијада средњошколаца(1972) Доказати да се из скупа од било којих 10 различитих двоцифрених природних бројева 
могу изабрати два дисјунктна подскупа таква да су збирови бројева из оба подскупа једнаки.
(Упутство : Непразних дисјунктних подскупова има 2^10 -1 = 1023 а збир бројева у сваком подскупу је < 99•10 =990)
4.Нека је А скуп од 2к+1 реалних бројева из интервала (1, 2^к). Доказати да постоје 3 броја из тог скупа који су дужине страница неког троугла.
( Идеја : (1,2^к) =∪(2^ј,2^(ј+1) ) ,ј=0 до к-1 ).